# 1864.
◄ | 18. stoljeće | 19. stoljeće | 20. stoljeće | ►
◄ | 1830-ih | 1840-ih | 1850-ih | 1860-ih | 1870-ih | 1880-ih | 1890-ih | ►
◄◄ | ◄ | 1861. | 1862. | 1863. | 1864. | 1865. | 1866. | 1867. | ► | ►►
Arhitektura • Astronomija • Biologija • Fotografija • Glazba • Kazalište • Kemija • Kiparstvo • Knjige • Književnost • Kršćanstvo • Meteorologija • Medicina • Planinarstvo • Politika • Pravo • Promet • Slikarstvo • Šport • Znanost • Željeznički promet

## Događaji
- Osnovana je Slovenska matica

## Rođenja
- 9. siječnja – Karl von Czapp, austrougarski vojskovođa († 1952.)
- 25. siječnja – Julije Kempf, hrvatski povjesničar i književnik († 1934.)
- 26. siječnja – Jožef Pustaj, slovenski pisac, pjesnik i novinar u Mađarskoj († 1934.)
- 5. veljače – Jagoda Truhelka, hrvatska književnica († 1957.)
- 21. veljače – Velimir Deželić stariji, hrvatski književnik, leksikograf i sveučilišni bibliotekar († 1941.)
- 17. travnja - Ivan Nepomuk Jemeršić, hrvatski katolički svećenik († 1938.)
- 5. svibnja – Henryk Sienkiewicz, poljski književnik († 1916.)
- 18. svibnja – Oskar Vojnić, bački hrvatski svjetski putnik, lovac, pustolov, fotograf, istraživač i putopisac († 1914.)
- 11. lipnja – Richard Strauss, njemački skladatelj († 1949.)
- 25. lipnja – Walther Hermann Nernst – njemački fiziča i kemičar, dobitnik Nobelove nagrade († 1941.)
- 24. srpnja – Frank Wedekind, njemački književnik († 1918.)
- 8. listopada – Branislav Nušić, srpski književnik († 1938.)

## Smrti
- 12. kolovoza – Franc Šbül, slovenski pjesnik i katolički svećenik u Mađarskoj (* 1825.)

## Vanjske poveznice
|  | Zajednički poslužitelj ima još gradiva o temi 1864. |